# Cỏ biển Caulerpa
Cỏ biển Caulerpa (Danh pháp khoa học: Caulerpa taxifolia) là một loài tảo biển được du nhập đến vùng Địa Trung Hải vào khoảng năm 1984, có thể dưới dạng cặn lắng trong nước bể nuôi sinh vật biển của bảo tàng sinh vật biển Monaco. Cỏ biển Caulerpa thích nghi tốt với các vùng nước lạnh và đã phát triển phủ kín nền đáy của các loài cỏ biển bản địa, ảnh hưởng có hại đối với nhiều loài sinh vật thủy sinh. Đây là loài xâm lấn mạnh mẽ.